# Huta Bankowa
Huta Bankowa – huta stali i żelaza w Dąbrowie Górniczej.

## Historia
Huta została zbudowana we wsi Dąbrowa w latach 1834–1840 przez Bank Polski, od którego pochodzi jej nazwa; w 1843 przeszła pod zarząd reaktywowanego Wydziału Górnictwa przy Komisji Rządowej Przychodów i Skarbu, w 1877 – w ręce kapitału francuskiego. Była największym zakładem metalurgicznym w granicach Imperium Rosyjskiego, pierwszą hutą Królestwa Polskiego stosującą w produkcji koks. Jej robotnicy uczestniczyli wielokrotnie w akcjach strajkowych i walkach rewolucyjnych, zwłaszcza podczas rewolucji 1905–1907 (m.in. lokaut i strajk w lipcu 1905, kierowany przez Feliksa Dzierżyńskiego).
W latach 1952–1990 nosiła nazwę „Huta im. Feliksa Dzierżyńskiego”.
Obecnie działa w formie spółki z ograniczoną odpowiedzialnością i jest podmiotem zależnym kontrolowanej przez Romana Karkosika „Alchemii”. Produkuje wyroby walcowane długie, obręcze kolejowe i tramwajowe, pierścienie kutowalcowane, odkuwki oraz inne.

## Galeria

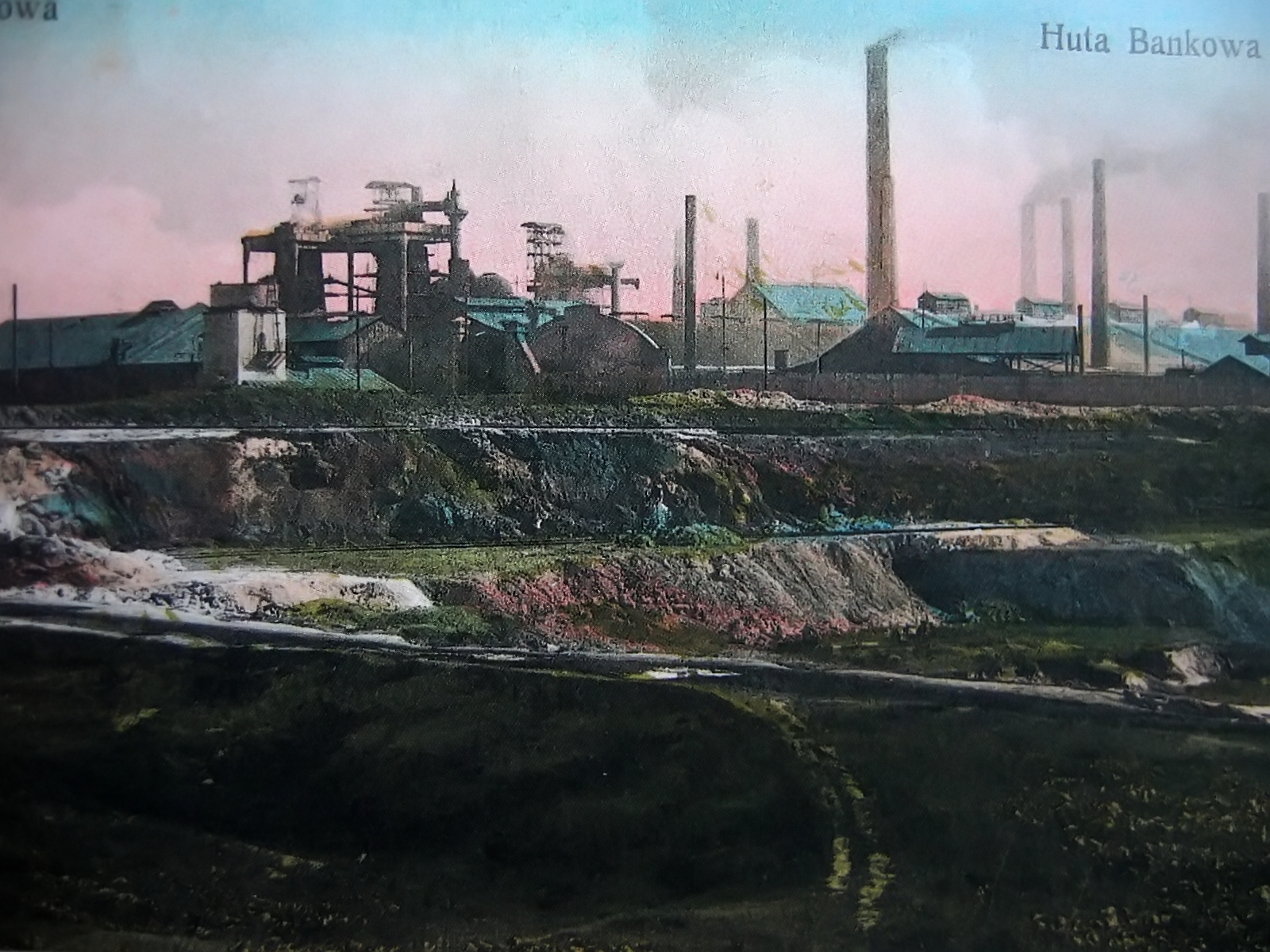
Huta w 1910 roku
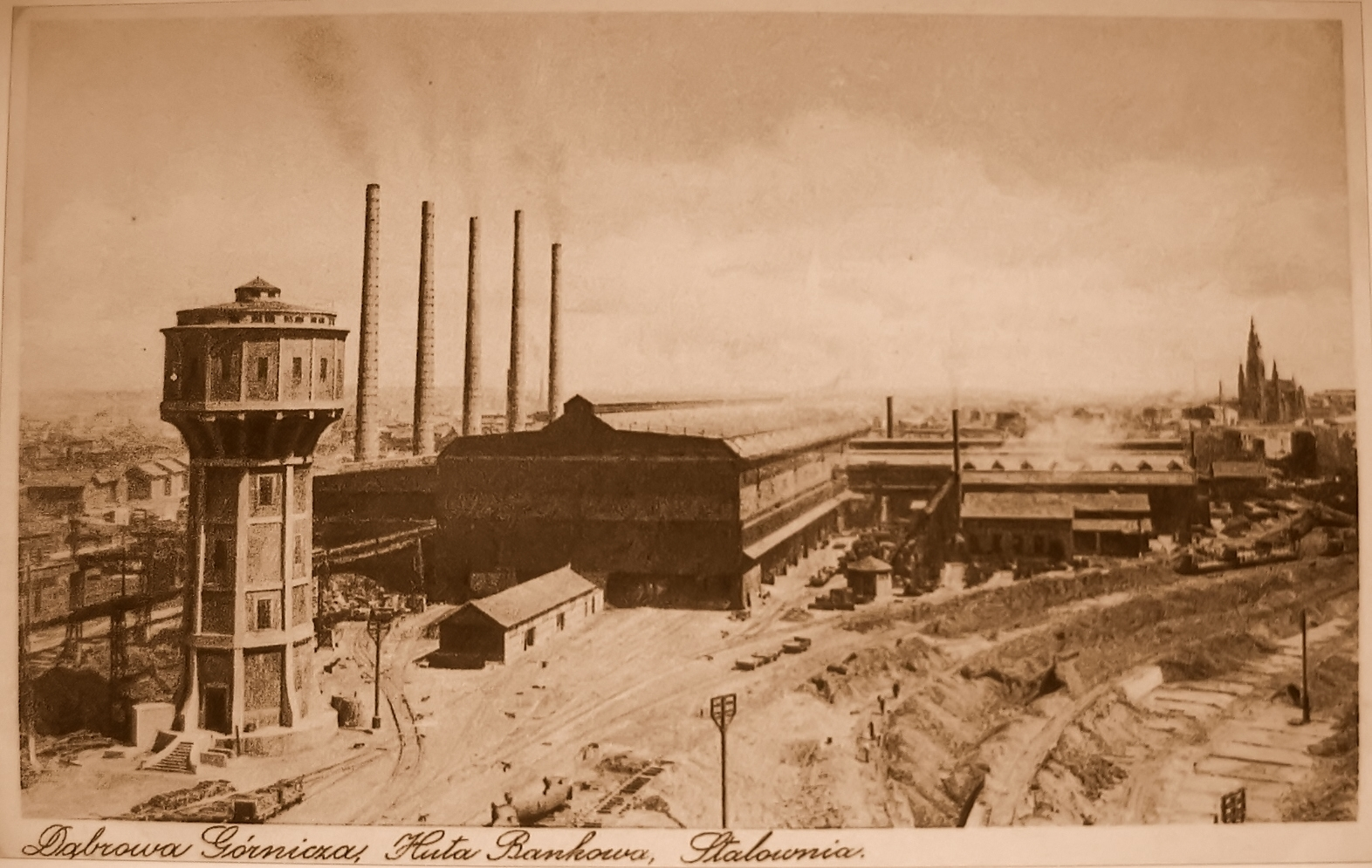
Huta około 1935 roku
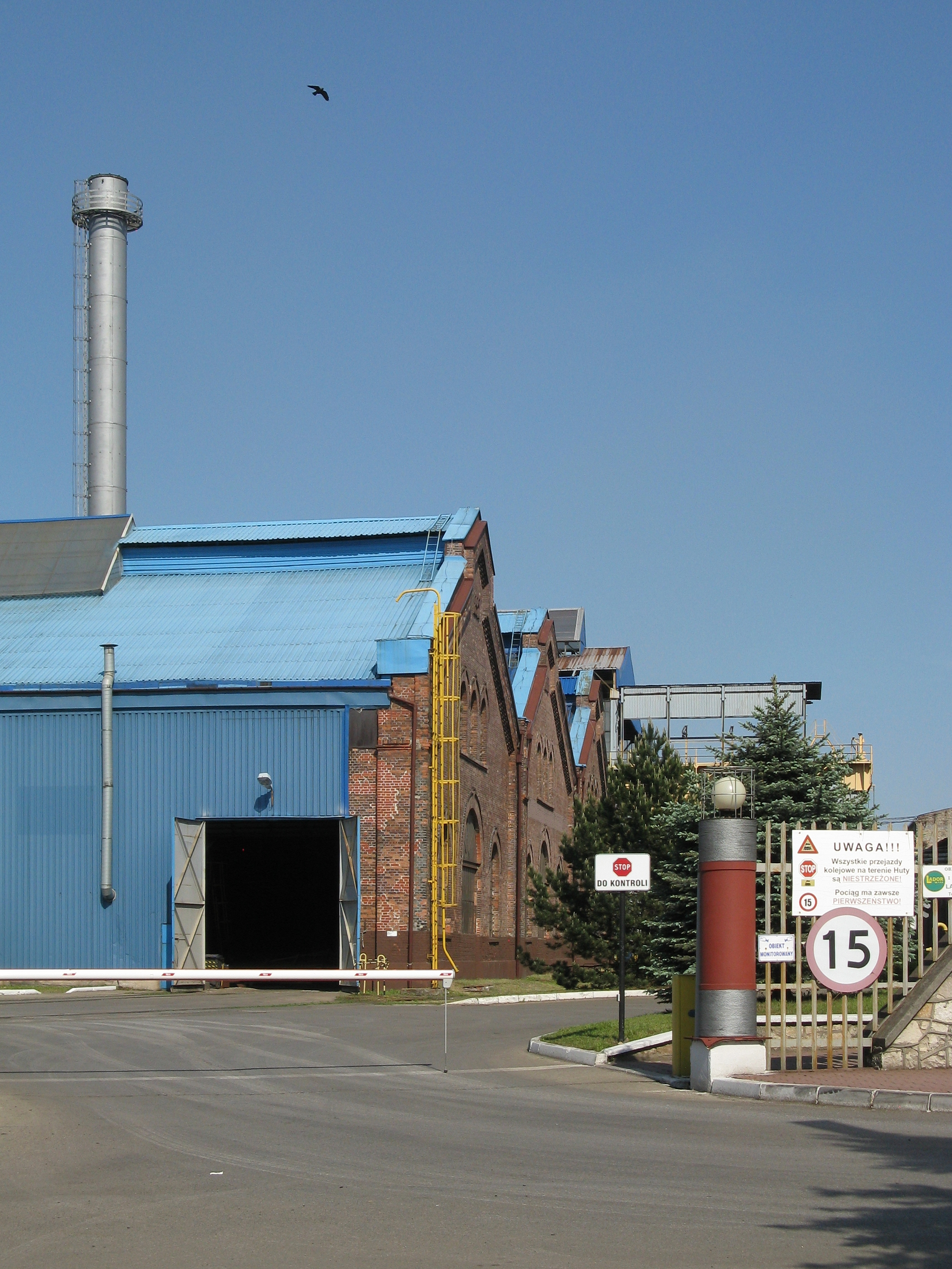
Hale huty w 2018 roku